# Nature Structural and Molecular Biology
Nature Structural and Molecular Biology (abrégé en Nat. Struct. Mol. Biol.) est une revue scientifique mensuelle à comité de lecture spécialisée dans tous les aspects de la recherche structurale en biologie, et principalement en biologie moléculaire.
D'après le Journal Citation Reports, le facteur d'impact de ce journal était de 13,309 en 2014. L'actuelle directrice de publication est Ines Chen.